# Cantó de Caen-9
El cantó de Caen-9 és un cantó francès del departament de Calvados, situat al districte de Caen. Compta amb part del municipi de Caen.

## Municipis
- Caen (part)

## Història
| Data d'elecció                           | Identitat         | Partit | Qualitat |
| ---------------------------------------- | ----------------- | ------ | -------- |
| 1982-1988                                | Dominique Robert  | PS     |          |
| 1988-1994                                | Anne-Marie Seguin | PS     |          |
| 1994-                                    | Gilles Déterville | PS     |          |
| les dades anteriors no són pas conegudes |                   |        |          |
|                                          |                   |        |          |